# 甘地廣場

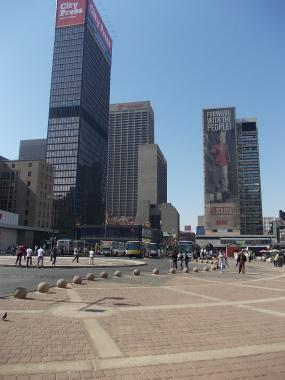
約翰內斯堡甘地廣場

甘地廣場（前稱范·德·比爾廣場以及政府廣場）是位於南非約翰內斯堡中心商業區的一個廣場。其以政治活動家及和平主義者聖雄甘地來命名。

## 歷史

關於布爾人投降的牌匾

1900年，當時在法院大樓附近的地方稱為政府廣場，同年5月31日，元帥弗雷德里克·羅伯茨接受南非共和國指揮官F·E·T·克勞斯博士的投降。法官克勞斯指揮該城市，並在較早前阻止了金礦內的炸藥爆炸。英國允許他們撤離約翰內斯堡，但前提是沒有引爆地雷。
廣場位於里西克街附近，甘地曾經在里西克街與安達臣街交界處擁有他的合法辦公室。2003年10月，廣場上豎立了甘地雕像。
在其命名為甘地廣場之前，范·德·比爾廣場曾位於約翰內斯堡最貧困街區之一的中心。隨後在20世紀90年代初，房地產開發商Gerald Olitzki就該項目與政府接洽。雖然該項目最初被否定，但最終在獲政府支持下進行，並於2002年完成，耗資約200萬蘭特。此外，當地的巴士總站亦進行了翻新，現在，因為有24小時保安，廣場上許多商店都已經重新返回。